# Georg Wissowa
Georg Otto August Wissowa (17 de junio de 1859-11 de mayo de 1931) fue un filólogo clásico alemán nacido en Neudorf, cerca de Breslau.

## Educación y carrera
Wissowa estudió filología clásica con August Reifferscheid en la Universidad de Breslau de 1876 a 1880, luego amplió sus estudios en Múnich con Heinrich Brunn, una autoridad líder en antigüedades romanas. Habiendo obtenido su habilitación en la Universidad de Breslau en 1882, recibió una beca de viaje del Instituto Arqueológico Alemán y se fue a Italia por un año. Después de eso enseñó como profesor particular en Breslau desde 1883 hasta 1886, cuando aceptó un puesto de profesor en la Universidad de Marburg, donde se le concedió una cátedra completa en 1890. En 1895 se trasladó a la Universidad de Halle como sucesor de Heinrich Keil. Después de sufrir dos accidentes cerebrovasculares graves en 1923, se retiró en 1924.

## Obras
Georg Wissowa es recordado hoy por haber reeditado la Realencyclopädie der Classischen Altertumswissenschaft, una enciclopedia de estudios clásicos iniciada por August Friedrich Pauly (1796-1845) en 1837. Alrededor de 1890, Wissowa comenzó la nueva edición, ambicioso proyecto que anticipó que tardaría diez años en completarse. Sin embargo, no sería hasta la década de 1970 cuando se publicó el último de sus 83 volúmenes.
Fue autor de una obra importante sobre la religión romana antigua, titulada Religion und Kultus der Römer (1902), que apareció también en una segunda edición revisada (1912), un libro en el que exploró el desarrollo de la religión romana, y en el proceso, proporcionó una descripción completa de sus deidades y prácticas religiosas. Wissowa también publicó una revisión de la historia moral de Roma de Ludwig Friedländer llamada Darstellungen aus der Sittengeschichte Roms, trabajó en la enciclopedia de mitología griega y romana de Wilhelm Heinrich Roscher, Ausführliches Lexikon der griechischen und römischen Mythologie y editó la segunda edición de Joachim Römische Staatsverwaltung de Marquardt , vol. III. (1885).